# Elezioni parlamentari in Belize del 2020
Le elezioni parlamentari in Belize del 2020 si sono tenute l'11 novembre per il rinnovo della Camera dei rappresentanti.

## Risultati
| Liste                           | Voti    | %     | Seggi |
| ------------------------------- | ------- | ----- | ----- |
| Partito Unito del Popolo        | 88 040  | 59,60 | 26    |
| Partito Democratico Unito       | 57 374  | 38,84 | 5     |
| Fronte Popolare del Belize      | 820     | 0,56  | –     |
| Partito Progressista del Belize | 548     | 0,37  | –     |
| Indipendenti                    | 924     | 0,63  | –     |
| Totale                          | 147 706 | 100   | 31    |